# Православие в Нидерландах
Нидерланды не относятся к традиционно православным регионам Европы, так как после 1054 года христиане остались в зоне католического влияния.
В Нидерландах существует свыше 30 приходов и монастырей Константинопольского, Московского (включая РПЦЗ и Архиепископию западноевропейских приходов русской традиции), Сербского, Румынского и Болгарского Патриархатов.

## История
Согласно преданию, уже в I веке на севере Европы создается ряд епископств, а в истории Голландии упоминается имя святого Сервация (IV век). Но вместе с уходом римлян, из тех земель в V веке исчезло и христианство.
Только в VII веке при Меровингах, христианство вновь начинает распространяться между язычниками-фризами, но вплоть до просветительской деятельности святого Виллиброрда страна оставалась почти языческой.
К началу IX века Голландия была полностью христианизирована, Утрехтская кафедра в этот же период возвысилась до статуса ведущей в стране.
После 1054 года Нидерланды остались в зоне католического влияния
Первый после многих столетий православный приход святой Екатерины Александрийской был создан между 1733 и 1736 годами греческими купцами в частном здании в Амстердаме. Обслуживался греческим духовенством. Среди прихожан были и россияне. Приблизительно к 1760 году часть часть православной литургии Иоанна Златоуста была переведена с греческого на нидерландский язык для учёных, посещавших церковь святой Екатерины в Амстердаме. Перевод не сохранился. С 1852 года Екатерининский приход перешёл в юрисдикцию Московского патриархата.
В начале в Гааге XIX века трудами будущей королевы Нидерландов Анной Павловной создан домовой храм в честь святой Марии Магдалины. В начале XX века церковь была переведена в другое место, где и находится до сих пор.
В 1936 году в Гаагу был переведён иеромонах Дионисий (Лукин), с именем которого связано создание православной миссии в Нидерландах.
В 1938 году в русский православный приход вошли первые два голландца, а в 1940 году трудами отца Дионисия к Православной Церкви присоединилось двое бенедиктинских монахов — Иаков Аккерсдейк и Адриан Копорал.
В 1945 году православная диаспора в Нидерландах стала жертвой юрисдикционных конфликтов. Отец Дионисий, сохраняя верность Матери-Церкви, вместе с митрополитом Евлогием (Георгиевским) вернулся в лоно Русской Православной Церкви, но Иаков и Адриан, перешли в юрисдикцию Русской Зарубежной Церкви, основав в Гааге голландскоязычный приход в честь святого Иоанна Крестителя. Наконец, небольшая группа верующих осталась в юрисдикции Западноевропейского русского экзархата, подчиняющегося Константинопольскому патриарху.
После второй мировой войны многие люди, насильно перевезённые на Запад, остались там жить, в том числе в Голландии. Представители второй волны русской эмиграции осели, главным образом, в Роттердаме, где они вскоре и образовали православную общину.
В 1947 году иеромонах Дионисий возглавил ставропигиальную православную миссию, преобразованную позднее в благочиние.
В 1952 году небольшой приход монахов Иакова и Адриана послетил архиепископ Иоанн (Максимович), который будучи горячим поборником восстановления национальных православных Церквей в Европе, владыка Иоанн одобрительно отнесся к деятельности православных голландцев-миссионеров. В 1954 году эта община вошла в епархию архиепископа Иоанна, который тогда же рукоположил отца Иакова в иеромонаха и назначил священником в приход Иоанна Предтечи, преобразованный в женский монастырь. Его основу составили монахини-бенедиктинки, перешедшие в Православие. Эта обитель поставила перед собой задачу свидетельствовать среди местного населения о Православии.
С переводом Иоанна (Максимовича) в США, голландские приходы фактически остались без архипастырского окормления, в связи с чем архимандрит Иаков (Аккерсдайк) 19 сентября 1965 года был хиротонисан в епископа Гаагского и Нидерландского.
В 1966 году Синод Московской Патриархии решил учредить в Голландии кафедру и назначить туда епископом отца Дионисия. 20 марта 1966 года архимандрит Дионисий был хиротонисан во епископа Роттердамского, викария Бельгийской епархии.
После смерти Архиепископа Иоанна епископ Иаков со своей паствой лишился поддержки и защиты, которую оказывал голландской епархии святитель. Синод РПЦЗ не был заинтересован в развитии национальных Церквей и, таким образом, нидерландская епархия Русской Зарубежной Церкви фактически оказалась в изоляции.
18 августа 1972 года Синодом Русской Православной Церкви было решено принять епископа Иакова в сущем сане с клиром и паствой и учредить в Голландии епархию Московского Патриархата с назначением того же владыки на должность правящего архиерея. Роттердамское викариатство было упразднено, епископ Дионисий ушел на покой, но вплоть до самой смерти в 1976 году оставался настоятелем прихода в Роттердаме.
20 июня 2004 года в Роттердаме состоялось освящение русского православного храма во имя святого благоверного Великого князя Александра Невского. Ранее ни один из приходов Московского патриархата не имел типового храмового здания.
6 ноября 2013 года в храме святителя Николая в Амстердаме состоялось официальное представление нового перевода Литургии на нидерландский язык, изданного в двух форматах — для клириков и для мирян.

## Современное состояние

### Константинопольский патриархат
На территории Нидерландов у Константинопольского патриархата расположена Бельгийская митрополия, насчитывающая 9 приходов, включая единственный фламандскоязычный приход в Коллумерпомпе, а также 2 монастыря.

### Русская православная церковь
После ухода на покой в 1988 году архиепископа Иакова Гаагская кафедра почти 30 лет продолжала оставаться вдовствующей. Временно обязанности управляющего Нидерландской епархией до конца 2017 года исполнял епископ Брюссельский и Бельгийский Симон. 28 декабря 2017 года решением Священного Синода правящим архиереем епархии назначен архиепископ Елисей.
В настоящее время Гаагская и Нидерландская епархия насчитывает 7 приходов и 2 монастыря.
Также действует один приход Русской зарубежной церкви и 4 прихода — в Архиепископии западноевропейских приходов русской традиции.

### Сербская православная церковь
В стране действую 6 приходов Сербской православной церкви, входящие в состав Западноевропейской епархии. Сербские приходы стали появляться в Нидерландах начиная с 1980-х годов. Их прихожанами стали главным образом эмигранты с Балкан.

### Румынская православия церковь
На территории Нидерландов действуют 7 приходов Румынской Православной церкви.

### Другие православные церкви
Также в стране действует один приход Болгарской Православной церкви.